# Gymnosporia thompsonii
Gymnosporia thompsonii är en benvedsväxtart som beskrevs av Merrill. Gymnosporia thompsonii ingår i släktet Gymnosporia och familjen Celastraceae. Inga underarter finns listade.